# محمد عوالي ليبان
حاجي محمد عوالي ليبان (بالصومالية: Maxamed Cawaale Liibaan)‏ أكاديمي صومالي عضو رابطة الشباب الصومالية. اشتُهر بتصميمه علم الصومال في عام 1954.  شغل عوالي لاحقًا منصب رئيس ديوان الرئاسة في الجمهورية الصومالية بعد الاستقلال. وينتمي لعشيرة ماجرتين من قبيلة دارود.
شغل عوالي مناصب عديدة في الحكومة الصومالية حتى عام 1964، وحافظ على علاقات جيدة مع إدارة عبد الرشيد علي شرماركي، لم يشارك عوالي في الحكومة العسكرية التي قادها الجنرال محمد سياد بري، ولكنه احتفظ بعلاقات جيدة معها  دون تقلد أي منصب رسمي.